# Ярус (архітектура)

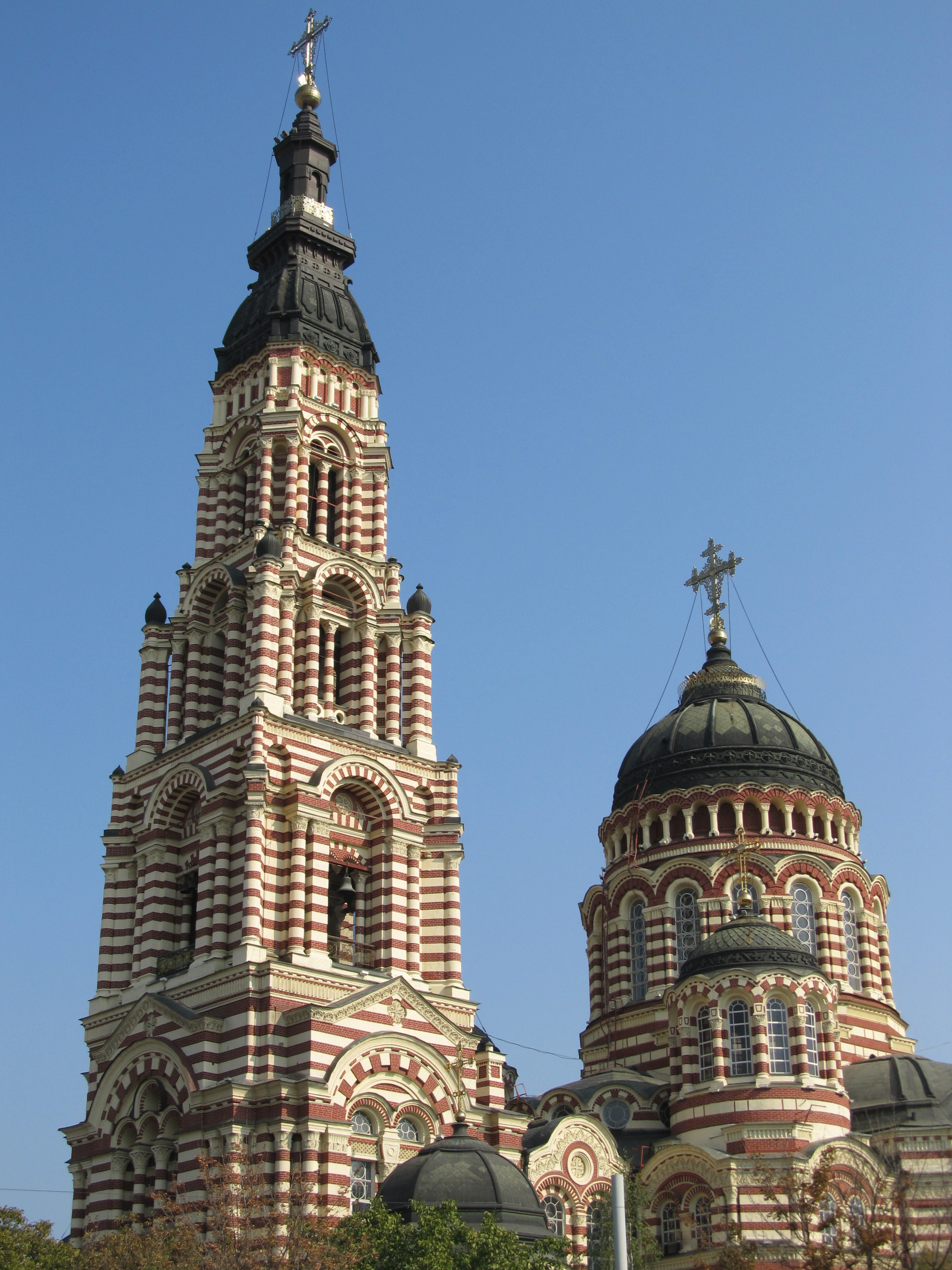
Верхні яруси Благовіщенського собору

Ярус — одна з частин споруди, елемент горизонтального членування, повторювана частина споруди. 
Яруси розташовуються один над одним. Найчастіше ярусне планування характерно для будівель вежової конструкції (вежі, дзвіниці та ін).
Ярусна композиція також використовується в інтер'єрах будівель (балкони, ложі та галереї театральних будівель, вівтарі та іконостаси храмів та ін).
Нижній ярус церкви називають підклітом.